# Taz (Figur)
Taz, der tasmanische Teufel (engl. The Tasmanian Devil) ist einer der Protagonisten der Looney Tunes, einer Zeichentrickserie der Warner Bros. Taz ist ein dem gleichnamigen Beuteltier Tasmaniens nachempfundenes, etwas begriffsstutziges Ungeheuer mit allerdings beträchtlichem Zerstörungspotential, das gegen den ausgeschlafenen Bugs Bunny aber chancenlos ist. Aus diesem Gegensatz ergeben sich verschiedene Situationen, in denen der Hase sich profilieren kann. 

## Entstehung und Auftritte
Die Figur, dem Beuteltier nachempfunden, wurde vermutlich von dem australischen Schauspieler Errol Flynn inspiriert. Dieser war für seinen Appetit und seine Verrücktheit bekannt. Geschaffen wurde Taz von dem Regisseur Robert McKimson und dem Autor Sid Marcus, den ersten Auftritt hatte er im Kurzfilm Taz und Bugs am 19. Juni 1954. Da Taz aber zu gewalttätig auftrat, entschied der Produzent Eddie Selzer, die Figur zunächst nicht mehr zu verwenden. Jack Warner ließ die Figur später wieder auftreten, da viele Zuschauer weitere Auftritte gewünscht haben sollen. So trat Taz während des goldenen Zeitalters des US-amerikanischen Zeichentrickfilms von 1957 bis 1964 in vier weiteren Kurzfilmen des Studios auf. Im Englischen wurde der Tasmanian Devil damals von Mel Blanc gesprochen, der auch Bugs Bunny und vielen weiteren Zeichentrickfiguren seine Stimme lieh.
Nach dem Ende dieses goldenen Zeitalters war Taz in zwei weiteren Kurzfilmen zu sehen. Einmal in Böse Weihnachtsüberraschung des Fernsehspecials Bugs Bunny’s Looney Christmas Tales aus dem Jahr 1979 und ein weiteres Mal in Superior Duck von 1996, in dem er einen Kurzauftritt hatte. Er erschien 1983 in dem Kompilationsfilm Daffy Ducks fantastische Insel. 1991 bekam er eine eigene Fernsehserie mit dem Titel Taz-Mania, in der die Figur von Jim Cummings gesprochen wurde. Zur Serie wurden auch zwei Videospiele veröffentlicht. Weitere Serienauftritte, wie etwa in The Looney Tunes Show folgten. In den 1990er- und 2000er-Jahren tauchte er in mehreren Direct-to-Videos sowie in den drei mit Animationen kombinierten Realfilmen Space Jam (1996), Looney Tunes: Back in Action (2003) und Scooby Doo 2 – Die Monster sind los (2004, Kurzauftritt) auf. Anfang der 2000er Jahre wurden auf der Looney Tunes Website mehrere Webtoons mit ihm veröffentlicht.

## Rechtsstreit mit Tasmanien
Ab etwa 1997 befand sich Warner Bros. in Streitigkeiten mit der Regierung Tasmaniens und Unternehmern der Insel um die Marke Tasmanian Devil. Zeitweise einigte man sich, dass der Staat die Marke gegen eine Nutzungsgebühr verwenden könne. Mittlerweile lehnt die tasmanische Regierung dies aber ab. 2006 begann Warner Bros., nach mehreren Appellen Tasmaniens, Forschungen gegen DFTD zu unterstützen, eine Krankheit die den Bestand an Beutelteufeln in Tasmanien bedroht. Teil der dazu geschlossenen Übereinkunft ist, dass der Erlös aus dem Verkauf von Plüschfiguren von Taz in die Forschung investiert wird.

## Filmografie
Kurzfilme
| Erstausstrahlung (USA) | Deutscher Titel             | Originaltitel           | Bekannte Charaktere | LT/MM | Regie           | Anmerkungen                                           |
| ---------------------- | --------------------------- | ----------------------- | --- | ----- | --------------- | ----------------------------------------------------- |
| 19. Juni 1954          | Taz und Bugs                | Devil May Hare          | Bugs Bunny | LT    | Robert McKimson | dt. Alternativtitel: Der Tasmanische Teufel           |
| 13. Apr. 1957          | Pech gehabt!                | Bedevilled Rabbit       | Bugs Bunny | MM    | Robert McKimson |                                                       |
| 17. Aug. 1957          | Die Belohnung               | Ducking the Devil       | Daffy Duck | MM    | Robert McKimson | dt. Alternativtitel: Wer anderen eine Grube gräbt…    |
| 9. Juni 1962           | Hasenrezept                 | Bill of Hare            | Bugs Bunny | MM    | Robert McKimson |                                                       |
| 28. Mär. 1964          | Dr. Teufel & Mr. Hase       | Dr. Devil and Mr. Hare  | Bugs Bunny | MM    | Robert McKimson |                                                       |
| 27. Nov. 1979          | Böse Weihnachtsüberraschung | Fright Before Christmas | Bugs Bunny, Clyde Bunny, Kurzauftritt: Speedy Gonzales                                                                              | LT    | Friz Freleng    | Teil des Specials Bugs Bunny’s Looney Christmas Tales |
| 23. Aug. 1996          | –                           | Superior Duck           | Daffy Duck, Kurzauftritte: Foghorn Leghorn, Marvin der Marsmensch, Road Runner & Wile E. Coyote, Schweinchen Dick, Tweety, Superman | LT    | Chuck Jones     | Kurzauftritt                                          |

- LT steht für die Looney-Tunes-Reihe, MM steht für die Merrie-Melodies-Reihe.

Kompilationsfilm
- 1983: Daffy Ducks fantastische Insel (Daffy Duck’s Movie: Fantastic Island)

Fernsehserien
- 1983: Mein Name ist Hase (Kompilationsserie, 5 Folgen)
- 1990–1992: Tiny Toon Abenteuer (Tiny Toon Adventures)
- 1991–1995: Taz-Mania
- 1996: Sylvester und Tweety (The Sylvester & Tweety Mysteries, Kurzauftritt in Folge 2x04)
- 2002–2005: Baby Looney Tunes (53 Folgen)
- 2005: Bugs Bunny und Looney Tunes (Kompilationsserie)
- 2011–2013: The Looney Tunes Show (14 Folgen)
- 2015–2019: Die neue Looney Tunes Show (New Looney Tunes, 4 Folgen)
- seit 2019: Looney Tunes Cartoons (6 Folgen)

TV-Specials
Es erschienen einige Fernsehspecials, die großteils aus alten Kurzfilmen bestehen. Nur Bugs Bunny’s Looney Christmas Tales aus dem Jahr 1979 ist eine originale Zeichentrickproduktion.
- 1979: Bugs Bunny’s Valentine
- 1979: Bugs Bunny’s Thanksgiving Diet (mit einer Realszene)
- 1979: Bugs Bunny’s Looney Christmas Tales
- 1990: Happy Birthday Bugs (Happy Birthday, Bugs!: 50 Looney Years, mit Realszenen und Stars)
- 2003: Cartoon Network’s Funniest Bloopers and Other Embarrassing Moments (mit Realszenen, Kurzauftritt)

Direct-to-Videos
- 1997: Bugs Bunny’s Silly Seals (Realfilm/Natur-Lehrfilm)
- 2000: Tweety’s High-Flying Adventure
- 2003: Baby Looney Tunes – Ein Ei-genartiges Abenteuer (Baby Looney Tunes’ Eggs-traordinary Adventure, als Baby)
- 2003: Looney Tunes: Reality Check (Webtoons-Kompilationsfilm)
- 2003: Looney Tunes: Stranger Than Fiction (Webtoons-Kompilationsfilm)
- 2006: Bah, Humduck! A Looney Tunes Christmas

Realfilme/Animationsfilme
- 1996: Space Jam
- 2003: Looney Tunes: Back in Action
- 2004: Scooby Doo 2 – Die Monster sind los (Scooby Doo 2: Monsters Unleashed, Kurzauftritt)
- 2021: Space Jam: A New Legacy

Webtoons
Anfang der 2000er Jahre wurden auf der Looney Tunes Website mehrere Webtoons veröffentlicht:
- 2001: Mysterious Phenomena of the Unexplained #6
- 2001: The Junkyard Run #1–3
- 2001: Toon Marooned #1–8 und 10
- 2001: Planet of the Taz #1–3
- 2002: Sports Blab #1–2
- 2002: Tech Suppork
- 2003: Aluminum Chef #2 (Kurzauftritt)
- 2003: Tear Factor (Kurzauftritt)
- 2004: H2Uh-Oh! (Kurzauftritt)
- 2004: Oh Taz You Devil
- 2005: Maximum Tazocity
- 2005: Malltown and Tazboy

Werbespot
- Geico-Werbespot